# Zuid-Afrika op het wereldkampioenschap voetbal
Zuid-Afrika heeft drie keer gespeeld op de eindronde van het wereldkampioenschap voetbal. Hieronder volgt een overzicht van de toernooien die het Zuid-Afrikaans voetbalelftal speelde.

## WK 1998- Frankrijk
- Frankrijk - Zuid-Afrika 3-0
- Denemarken - Zuid-Afrika 1-1
- Saoedi-Arabië - Zuid-Afrika 2-2

Zuid-Afrika kon zich in 1998 voor het eerst plaatsen voor de wereldbeker. In zijn eerste wedstrijd ooit op het WK verloor het met 3-0 van de latere wereldkampioen Frankrijk. De twee overige wedstrijden (tegen Denemarken en Saoedi-Arabië) eindigden op gelijkspel, waardoor Zuid-Afrika 2 punten behaalde. Dat was echter niet genoeg om door te stoten naar de achtste finales.

## WK 2002- Japan en Zuid-Korea
- Paraguay - Zuid-Afrika 2-2
- Zuid-Afrika - Slovenië 1-0
- Zuid-Afrika - Spanje 2-3

Op zijn tweede WK kon Zuid-Afrika voor het eerst winnen: met 1-0 tegen Slovenië. Voorts speelde het gelijk tegen Paraguay en verloor het met 2-3 van Spanje. Opnieuw niet genoeg om door te stoten naar de achtste finales.

## WK 2010- Zuid-Afrika
- Zuid-Afrika - Mexico 1-1
- Zuid-Afrika - Uruguay 0-3
- Frankrijk - Zuid-Afrika 1-2

Als organisator was Zuid-Afrika automatisch geplaatst. Tijdens de openingswedstrijd werd er 1-1 gelijkgespeeld tegen Mexico. Zuid-Afrika verloor met 0-3 van Uruguay, maar won met 1-2 van Frankrijk. Alweer kwam Zuid-Afrika niet verder dan de groepsfases, waardoor het het eerste organiserende land is dat niet door de groepsfases heen geraakte.